# Sächsische Plattform
| Sächsische Plattform                  | Sächsische Plattform                                                                                              | Sächsische Plattform                                                                                              | Sächsische Plattform                                                                                              | Sächsische Plattform                                                                                              |
| Stadt:                                | Leipzig | Leipzig | Görlitz | Zwickau |
| Typ:                                  | XXL NGT12+ | L NGT8+ | L NGTG | L NGTZ |
| ------------------------------------- | --- | --- | --- | --- |
| Anzahl:                               | 25 bestellt + 64 optional                                                                                         | 0 bestellt + 66 optional                                                                                          | 8 + 1 bestellt + 6 optional                                                                                       | 6 bestellt + 12 optional                                                                                          |
| Hersteller:                           | HeiterBlick (wagenbaulicher Teil) Kiepe Electric (elektrische Ausrüstung) teilweise Alstom (Wagenkastenrohbauten) | HeiterBlick (wagenbaulicher Teil) Kiepe Electric (elektrische Ausrüstung) teilweise Alstom (Wagenkastenrohbauten) | HeiterBlick (wagenbaulicher Teil) Kiepe Electric (elektrische Ausrüstung) teilweise Alstom (Wagenkastenrohbauten) | HeiterBlick (wagenbaulicher Teil) Kiepe Electric (elektrische Ausrüstung) teilweise Alstom (Wagenkastenrohbauten) |
| Baujahr(e):                           | | | | |
| Achsformel:                           | (Bo’Bo’)(2’2’)(Bo’Bo’)                                                                                            | (Bo’Bo’)(2’Bo’)                                                                                                   | (Bo’Bo’)(2’Bo’)                                                                                                   | (Bo’Bo’)(2’Bo’)                                                                                                   |
| Spurweite:                            | 1458 mm | 1458 mm | 1000 mm (Meterspur)                                                                                               | 1000 mm (Meterspur)                                                                                               |
| Länge:                                | 45 m | 30 m | 30 m | 30 m |
| Höhe:                                 | 3,5 m | 3,5 m | 3,5 m | 3,5 m |
| Breite:                               | 2,4 m | 2,4 m | 2,3 m | 2,3 m |
| kleinster Bogenradius:                | 19 m | 19 m | 17 m | 20 m |
| Höchstgeschwindigkeit:                | 70 km/h | 70 km/h | 70 km/h | 70 km/h |
| Dauerleistung:                        | 8 × 85 kW | 6 × 85 kW | 6 × 85 kW | 6 × 85 kW |
| Raddurchmesser:                       | 600 mm / 520 mm                                                                                                   | 600 mm / 520 mm                                                                                                   | 600 mm / 520 mm                                                                                                   | 600 mm / 520 mm                                                                                                   |
| Stromübertragung:                     | Oberleitung, 1 Einholmstromabnehmer                                                                               | Oberleitung, 1 Einholmstromabnehmer                                                                               | Oberleitung, 1 Einholmstromabnehmer                                                                               | Oberleitung, 1 Einholmstromabnehmer                                                                               |
| Betriebsart:                          | Einrichtungswagen                                                                                                 | Einrichtungswagen                                                                                                 | Einrichtungswagen                                                                                                 | Einrichtungswagen                                                                                                 |
| Gefälle:                              | 6,0 % | 6,0 % | 7,2 % | 7,0 % |
| Sitzplätze:                           | 92 | | 61 | 63 |
| Stehplätze (4/m²):                    | 190 | | 110 | 107 |
| Einstiegshöhe:                        | 278 mm | 278 mm | 278 mm | 278 mm |
| Fußbodenhöhe (Niederflurbereich):     | 350 mm | 350 mm | 350 mm | 350 mm |
| Fußbodenhöhe (über Triebdrehgestell): | 590 mm | 590 mm | 525 mm | 525 mm |
| Niederfluranteil:                     | 70 % | | 67 % | 67 % |
| Belege:                               | [ 1 ] [ 2 ] [ 3 ] [ 4 ]                                                                                           | [ 1 ] [ 2 ] [ 3 ] [ 4 ]                                                                                           | [ 1 ] [ 2 ] [ 3 ] [ 4 ]                                                                                           | [ 1 ] [ 2 ] [ 3 ] [ 4 ]                                                                                           |

Als Sächsische Plattform wird eine Gruppe niederfluriger Straßenbahn-Fahrzeugtypen bezeichnet, die 2021 gemeinsam für die Straßenbahnen Leipzig, Görlitz und Zwickau bei den Herstellern HeiterBlick (wagenbaulicher Teil) und Kiepe Electric (elektrische Ausrüstung) bestellt wurde. Die beiden Hersteller treten bei diesem Auftrag als Konsortium mit dem Namen Leiwag auf. Ungewöhnlich ist, dass die Entwicklung und Bezeichnung als Plattform von den Verkehrsbetrieben und nicht herstellerseitig initiiert wurde. Die einzelnen Fahrzeugtypen werden als NGT12+ (Leipzig, lange Variante) NGT8+ (Leipzig, kurze Variante), NGTG (Görlitz) und NGTZ (Zwickau) bezeichnet. Es handelt sich um drei- oder fünfteilige Drehgestell-Gelenkwagen mit einem oder zwei laufwerkslosen Mittelteilen. Die Fahrzeuge sind sämtlich als Einrichtungswagen ausgeführt. Der Lieferbeginn ist nach HeiterBlicks Insolvenz und bereits zuvor aufgetretenen Verzögerungen ungewiss.

## Beschaffung
Im Sommer 2019 begannen die Leipziger Verkehrsbetriebe, die Görlitzer Verkehrsbetriebe und die Städtischen Verkehrsbetriebe Zwickau unter dem Projektnamen Sächsische Plattform – Straßenbahn der Zukunft mit der Ausarbeitung der Ausschreibungsunterlagen für die gemeinsame Fahrzeugbeschaffung. Gegenüber getrennten Beschaffungen beabsichtigten die beteiligten Verkehrsbetriebe die Nutzung technischer und wirtschaftlicher Synergieeffekte auch bei der Zulassung und beim Betrieb der Fahrzeuge. In Leipzig sollen die Fahrzeuge die letzten Hochflurwagen des Typs T4D sowie die ältesten dortigen Niederflurwagen der Typen NGT8 und NB4 ersetzen, in Görlitz und Zwickau die Hochflurwagen des Typs KT4D.
In der im Februar 2020 veröffentlichten Ausschreibung wurden die Fahrzeuge in die zwei Größenklassen L (ca. 30 Meter) und XXL (ca. 45 Meter) gegliedert. Der Umfang des Grundauftrags wurde mit 25 XXL für Leipzig, acht L für Görlitz und sechs L für Zwickau zur Lieferung von 2023 bis 2025 definiert. Darüber hinaus wurden Optionen für weitere Fahrzeuge festgelegt:
- für Leipzig (vorgesehene Lieferung 2025 bis 2030):
  - Option 1: acht XXL
  - Optionen 2 bis 5: jeweils zwölf L
  - Option 6: 56 XXL
  - Option 7: 18 L
- für Görlitz (vorgesehene Lieferung 2027 bis 2028):
  - Option 1: sechs L
- für Zwickau (vorgesehene Lieferung 2025 bis 2026):
  - Optionen 1 und 2: jeweils sechs L

Als Wagenbreite wurden 2,4 Meter für Leipzig sowie 2,3 Meter für Görlitz und Zwickau definiert. Aus den Parametern der Streckennetze ergeben sich auch weitere Unterschiede, insbesondere bei der Spurweite von 1458 mm in Leipzig sowie 1000 mm (Meterspur) in Görlitz und Zwickau, aber auch bei zu befahrenden Bogenradien und Streckenneigungen. Darüber hinaus sollen die Leipziger L in Doppeltraktion einsetzbar sein (auch Heck an Heck), wohingegen für alle anderen Fahrzeuge lediglich eine mechanische Kuppelbarkeit zum Abschleppen gefordert wurde. Als Höchstgeschwindigkeit wurden jeweils 70 km/h festgelegt.
Unterschrieben wurde Liefervertrag schließlich im Dezember 2021. Der Kostenvorteil gegenüber getrennten Beschaffungen wurde von den beteiligten Unternehmen mit 27 Millionen Euro in Bezug auf die Grundbestellung angegeben. Zu diesem Zeitpunkt war der Beginn der Lieferungen für 2024 geplant. Die Fertigung der Wagenkasten-Rohbauten des Grundauftrags wird nur für die Görlitzer und Zwickauer Wagen bei HeiterBlick durchgeführt. Für die 25 Leipziger Fahrzeuge beauftragte HeiterBlick dagegen Alstom zur Herstellung am Görlitzer Standort.
Im Juni 2023 und im Januar 2024 wurden in Leipzig und Görlitz Mock-Ups des Führerstands und eines kleinen Teils des Fahrgastraums präsentiert. Nachdem HeiterBlick im April 2025 Insolvenz angemeldet hatte, kündigte man zunächst an, dass die Produktion fortgeführt werde. Im Juli 2025 wurde jedoch bekannt, dass Alstom wegen der Nichterfüllung zentraler Vertragsbestandteile die Wagenkastenproduktion für die Leipziger Fahrzeuge eingestellt hat. Zu diesem Zeitpunkt waren erst die Wagenkästen für drei Wagenteile geliefert. Vor der Insolvenz war bereits angekündigt, dass sich die Auslieferung der ersten Leipziger Fahrzeuge auf Anfang 2026 verzögern werde.
Zum Auftragsumfang gehört auch die Aufstellung eines Konzepts zur Energieversorgung der Fahrzeuge mit Wasserstoff und Brennstoffzellen statt per Oberleitung. Im Rahmen eines geförderten Projekts unter anderem mit der Technischen Universität Chemnitz und dem Unternehmen Hörmann Vehicle Engineering soll ein solches Brennstoffzellenfahrzeug für Görlitz gebaut werden.

## Technik und Aufbau
Der erste, der dritte und gegebenenfalls der fünfte Wagenteil laufen jeweils auf zwei Drehgestellen, zwischen denen mittig eine Doppeltür angeordnet ist. Der zweite und gegebenenfalls der vierte Wagenteil sind ohne eigenes Drehgestell zwischen den anderen Wagenteilen eingehangen. In diesen gibt es jeweils mittig eine Doppeltür. Darüber hinaus gibt es jeweils vor dem führenden und hinter dem hinteren Drehgestell des Gesamtfahrzeugs eine Einzeltür. Beim fünfteiligen NGT12+ sind die Radsätze im ersten und fünften Wagenteil angetrieben. Bei den dreiteiligen NGTG und NGTZ sind im ersten Wagenteil alle Radsätze angetrieben und im dritten Wagenteil diejenigen des hinteren Drehgestells.
Die Drehgestelle sind alle mit H-Rahmen ausgeführt, für Leipzig innengelagert, für Görlitz und Zwickau dagegen außengelagert. Die Radsätze haben klassische durchgehende Radsatzwellen. Gemäß 2024 veröffentlichten Visualisierungen des Fahrgastraums ist dieser über den Laufdrehgestellen vollständig stufenfrei ausgeführt. Über den Triebdrehgestellen gibt es jedoch deutliche Unterschiede. Bei den Leipziger Fahrzeugen ist der Fußboden über diesen insgesamt um eine Stufe gegenüber den Niederflurbereichen angehoben. Die vollständig abgefederten Antriebe liegen quer im Drehgestell. Bei den Görlitzer und Zwickauer Fahrzeugen ist der Durchgang dagegen stufenfrei mit deutlichen Rampen ausgeführt. Nur zu den Bereichen seitlich des Gangs gibt es Stufen. Bei diesen sind die ebenfalls vollständig abgefederten Antriebe längs an den Seiten der Triebdrehgestelle angeordnet.

## Einsatz
Aufgrund der gegenüber zuvor beschafften Fahrzeugen zehn Zentimeter breiteren Wagenkästen werden die Leipziger Wagen zunächst nicht das gesamte Streckennetz befahren können, bis dessen seit Mitte der 1990er erfolgter Ausbau für 2,4 Meter breite Fahrzeuge abgeschlossen ist. Anfangs sind nur die Linien 15 und 16 als Einsatzgebiet vorgesehen. Auch in Görlitz sind Umbauten an den Gleisen erforderlich. In Zwickau sind dagegen nur einige Bahnsteige zur weiteren Annäherung an die Barrierefreiheit anzupassen.